# Navgilem
Navgilem ist ein Vorort der tadschikischen Stadt Isfara in der Provinz Sughd, der den administrativen Rang eines Dschamoats hat. Die Gesamtbevölkerung des Dschamoats beträgt etwa 28.311 Personen.

## Lage
Navgilem liegt östlich der Stadt Isfara in unmittelbarer Nähe des Isfara Airports. Im Osten und Süden befindet sich in wenigen Kilometern Entfernung von Navgilem die Grenze zu Kirgisistan, im Norden jene zu Usbekistan.